# Yochanan HaSandlar
Johanan HaSandlar (anche Yochanan - lett. "Johanan il Calzolaio" o "Johanan il Sandalaio", alternativamente "Johanan l'Alessandrino", in ebraico יוחנן הסנדלר‎?) (Galilea, 200 circa – 300 circa) è stato un saggio ebreo Tanna, principale discepolo di Rabbi Akiva e contemporaneo di Rabbi Shimon bar Yochai.
È uno dei tannaim i cui insegnamenti sono citati nella Mishnah. Il nome "HaSandlar" potrebbe implicare che Rabbi Yohanan si guadagnasse da vivere come calzolaio, ma potrebbe anche indicare che fosse originario di Alessandria d'Egitto.
Rabbi Yochanan era pronipote di Gamaliele; sembra inoltre che tracciasse la sua discendenza indietro fino a Re Davide. Rashi, il grande commentatore medievale, era un discendente di Rabbi Yochanan della 33ª generazione.
È rinomato per la sua massima nella Mishnah di Pirkei Avoth (4:14): "Ogni assemblea fatta per amor del Cielo, sopravviverà; ma se non è per l'amor del Cielo, non sopravviverà."
Morì nel 29º giorno del mese ebraico di Tammuz e fu sepolto a 200 metri dalla tomba di Shimon bar Yochai nel villaggio di Meron, in Galilea (Israele).